# Pedro Rodríguez de Campomanes
Pedro Rodríguez de Campomanes, primer comte de Campomanes, va néixer a Sorriba, al concejo de Tinéu (Principat d'Astúries) l'1 de juliol de 1723 i va morir a Madrid el 3 de febrer de 1802. Polític, jurista i economista espanyol. Va ser nomenat ministre d'Hisenda el 1760 en el primer govern reformista del regnat de Carles III dirigit pel primer ministre Comte de Floridablanca i desposseït dels seus càrrecs davant el temor que despertà en el rei Carles IV la Revolució Francesa el 1789.

## Biografia
Hi ha poques dades sobre la seva biografia, atès que els estudis biogràfics realitzats fins avui són bastant pobres. Es creu que va rebre educació bàsica a Sevilla i que la seva vida va estar bolcada en la política, la qual cosa es pot assegurar pels nombrosos càrrecs oficials que va exercir. El seu pensament polític ha estat classificat com a pertanyent al despotisme il·lustrat i es va oposar al monopoli gremial i de la Mesta, va afavorir l'expulsió dels jesuïtes i la desamortització dels seus béns i va promoure el comerç.
De 1747 és la seva esplèndida obra Historia sobre la Orden y Caballería de los Templarios, un dels documents més importants i complets sobre l'Orde del Temple, el procés que se li va seguir i la mort en la foguera dels seus dirigents més destacats. També discorre minuciosament sobre la destinació dels béns templers.
Va arribar a ser ministre d'Hisenda el 1760 i va ser nomenat fiscal del Consell de Castella el 1762 que més tard va presidir. El 1763 va passar a ser membre de la Reial Acadèmia Espanyola, i el 1764 va obtenir la presidència de la Reial Acadèmia de la Història.
El 1765 (any en el qual publicaria el seu Tratado de la regalía de amortitzación) Campomanes va ser nomenat president del consell de Mesta.
El 1775 es constitueix, a iniciativa de Campomanes, la Reial Societat Econòmica, de Madrid. Les Reials Societats Econòmiques d'Amics del País, fundades en l'esperit de la il·lustració, pretenien promoure el desenvolupament i la difusió de la cultura a tots els ciutadans.
El 1780 va rebre el títol de comte de Campomanes, gràcia concedida amb motiu del naixement de l'infant Carles Domènec Eusebi, segons una llei que permetia accedir a la noblesa a persones influents encara que sense tradició heràldica. El 1786, va ser nomenat president del Consell de Castella i el 1789 va arribar a ser president de les Corts.
A la seva mort es va procedir a realitzar un inventari de la seva biblioteca, el qual va revelar l'interès de Campomanes en els temes relatius al continent europeu, i el coneixement de la realitat política i social de la seva època.

## Obres
- 1747 - Dissertaciones históricas del orden, y Cavallería de los templaros, o resumen historial de sus principios, fundación, instituto, progressos, y extinción en el Concilio de Viena. Y un apéndice, o suplemento, en que se pone la regla de esta orden, y diferentes Privilegios de ella, con muchas Dissertaciones, y Notas, tocantes no folo à esta Orden, sino à las de S. Juan, Teutonicos, Santiago, Calatrava, Alcantara, Avis, Montesa, Christo, Monfrac, y otras Iglesias, y Monasterios de España, con varios Cathalogos de Maestres. Madrid: Oficina de Antonio Pérez de Soto;
- 1765 - Tratado de la regalía de amortización;
- 1767 - Dictamen fiscal de la expulsión de los jesuitas de España;
- 1774 - Discurso sobre el fomento de la industria popular;
- 1775 - Discurso sobre la educación popular de los artesanos.